# Mesorhaga femorata
Mesorhaga femorata är en tvåvingeart som beskrevs av Meijere 1916. Mesorhaga femorata ingår i släktet Mesorhaga och familjen styltflugor. Inga underarter finns listade i Catalogue of Life.